# Totally Krossed Out
Albums de Kris Kross
Da Bomb
(1993)
Singles
1. Jump
Sortie : 6 février 1992
2. Rugrats Rap
Sortie : 4 juin 1992
3. I Missed the Bus
Sortie : 3 septembre 1992
4. It's a Shame
Sortie : 12 janvier 1993

Totally Krossed Out est le premier album studio de Kris Kross, sorti le 31 mars 1992.
Grâce notamment au single Jump, qui a permis au duo de se révéler au monde entier, l'album s'est vendu à plus de quatre millions d'exemplaires et a atteint la première place du Billboard 200 et du Top R&B/Hip-Hop Albums. Il a été certifié quadruple disque de platine par la Recording Industry Association of America (RIAA) le 5 janvier 1993.
C'est aussi le premier gros succès pour le jeune producteur Jermaine Dupri, alors tout juste âgé de 19 ans, lui permettant de créer son propre label, So So Def Recordings, avec l'appui de Columbia Records.

## Liste des titres
| No  | Titre                                                                             | Contient un (des) sample(s) de | Durée |
| --- | --------------------------------------------------------------------------------- | --- | ----- |
| 1.  | Intro Interview                                                                   | Boyz-N-The-Hood d'Eazy-E Get on the Good Foot de James Brown Funky Drummer (Bonus Beat Reprise) de James Brown | 0:51  |
| 2.  | Jump (featuring Studio 4 Crew)                                                    | Funky Worm des Ohio Players I Want You Back des Jackson 5 O.P.P. de Naughty by Nature Impeach the Presiden des Honey Drippers Midnight Theme de Manzel Saturday Night de Schoolly D The Original Human Beat Box de Doug E. Fresh                                                                                     | 3:17  |
| 3.  | Lil' Boys in da Hood (featuring Dave Johnson)                                     | The Big Beat de Billy Squier Boyz-N-The-Hood d'Eazy-E | 3:05  |
| 4.  | Warm It Up                                                                        | Theme From the Black Hole de Parliament More Bounce to the Ounce de Zapp Warm It Up, Kane de Big Daddy Kane Welcome to the Terrordome de Public Enemy Contract on the World Love Jam de Public Enemy Rap Promoter de A Tribe Called Quest The Boomin' System de LL Cool J                                            | 4:09  |
| 5.  | The Way of Rhyme (featuring Jermaine Dupri)                                       | Barney Miller Theme de Jack Elliott et Allyn Ferguson More Peas de Fred Wesley and The J.B.'s Hihache du Lafayette Afro Rock Band Human Beat Box des Fat Boys Uphill Peace of Mind de Kid Dynamite The Wrong Nigga to Fuck Wit d'Ice Cube Strobelite Honey de Black Sheep Hollis Crew (Krush Groove 2) de Run–D.M.C. | 2:59  |
| 6.  | Party (featuring Jermaine Dupri, Terrance Shelton et The X-Man)                   | Think (About It) de Lyn Collins Atomic Dog de George Clinton UFO d'ESG La Di Da Di de Doug E. Fresh et Slick Rick Bring the Noise de Public Enemy Funky President de James Brown | 4:03  |
| 7.  | We're in da House (featuring Jermaine Dupri, Terrance Shelton et The X-Man)       | Here We Go (Live at the Funhouse) de Run–D.M.C. Funky President de James Brown | 0:39  |
| 8.  | A Real Bad Dream                                                                  | Endangered Species (Tales From the Darkside) d'Ice Cube featuring Chuck D Good Old Music de Funkadelic | 1:58  |
| 9.  | It's a Shame (featuring Charlene Holloway et Paula Holloway)                      | More Bounce to the Ounce de Zapp Pump That Bass d'Original Concept | 3:48  |
| 10. | Can't Stop the Bum Rush (featuring Jermaine Dupri, Terrance Shelton et The X-Man) | Sing a Simple Song de Sly & the Family Stone Owner of a Lonely Heart de Yes The Breakdown (Part I) de Rufus Thomas More Bounce to the Ounce de Zapp More Peas de Fred Wesley and The J.B.'s Last Night Changed It All (I Really Had a Ball) d'Esther Williams Sucker M.C.'s (Krush Groove 1) de Run–D.M.C.           | 2:57  |
| 11. | You Can't Get With This                                                           | | 2:24  |
| 12. | I Missed the Bus (featuring Eddie Weathers et Jermaine Dupri)                     | Baretta's Theme de Sammy Davis, Jr. Funky President de James Brown Sucker M.C.'s (Krush Groove 1) de Run–D.M.C. | 2:59  |
| 13. | Outro (featuring Jim « Jiff » Hinger)                                             | B Side Wins Again de Public Enemy | 0:43  |
| 14. | Party (Krossed Mix) (featuring Jermaine Dupri, Terrance Shelton et The X-Man)     | | 4:11  |
| 15. | Jump (Extended Mix) (featuring Studio 4 Crew)                                     | Pump That Bass d'Original Concept | 5:10  |